# 2024 (roman)
2024 est un roman d'anticipation dystopique de Jean Dutourd, publié en 1975 aux éditions Gallimard.

## Résumé
En 2024, les femmes ne font plus d'enfants ; la population de Paris, de la France et même du monde ne compte plus que des vieillards et les papeteries ont toutes disparu. Le narrateur, âgé de 70 ans, rencontre un jeune père de famille trentenaire avec qui il évoque sa jeunesse.

## Critiques
Jean Dutourd annonce « un monde de vieux », sans enfants, laid, dégradé. Connu comme conservateur voire réactionnaire, il critique l'évolution de la société et s'interroge sur le problème de la dénatalité, fondamental pour l'avenir, qui ne semble préoccuper que les personnes attachées au passé.